# Frostburg
La ville américaine de Frostburg est située dans le comté d'Allegany, dans l’État du Maryland. Lors du recensement de 2010, sa population s’élevait à 9 002 habitants.

## Personnalité
William McMillan (1929-2000), champion olympique de tir à Rome, en 1960, est né à Frostburg.

## Source
- (en) Cet article est partiellement ou en totalité issu de l’article de Wikipédia en anglais intitulé « Frostburg, Maryland » (voir la liste des auteurs).